# مأموران مخفی ویژه
مأموران مخفی ویژه (ایتالیایی: Quelli della speciale) یک مجموعهٔ تلویزیونی پلیسی و کمدی ایتالیایی است که در سال ۱۹۹۳ منتشر شد.

## گزیدهٔ بازیگران
- روکو پاپالئو
- آلدو رالی
- مائوریتسیو ماتیولی
- آنجلا لوچه
- باربارا بوشه
- جراردو آماتو
- لوئیس مولتنی
- لوچیا گوتساردی